# Tom King
Tom King, född den 8 februari 1973 i Melbourne, är en australisk seglare.
Han tog OS-guld i 470 i samband med de olympiska seglingstävlingarna 2000 i Sydney.